# Lunkho e Dosare
El Lunkho e Dosare és una muntanya de la gran serralada de l'Hindu Kush que s'eleva fins als 6.901 msnm. Es troba a la frontera entre l'Afganistan i el Pakistan.
El Lunkho e Dosare té dos cims, un d'occidental i un d'oriental. El cim occidental és el principal, amb 6.901 m, mentre l'oriental s'eleva fins als 6.868 m. Juntament amb els veïns Lunkho e Magreb i Lunkho e Hawar formen el grup o massís dels Lunkhos.

## Ascensions
La primera ascensió del cim principal va tenir lloc el 5 d'agost de 1968 per una expedició austro-iugoslava, quan els austríacs Fritz Grimmlinger, Gerhard Haberl i Edi Kolbmüller i els iugoslaus M. Draslar i M. Stupnik van coronar el cim.